# Ivan Petrovič Ivanov-Vano
Ivan Petrovič Ivanov-Vano (in russo Иван Петрович Иванов-Вано? ; Mosca, 8 febbraio 1900 – Mosca, 25 marzo 1987) è stato un regista e sceneggiatore sovietico.
Tra i fondatori del cinema d'animazione sovietico, è stato uno dei registi di punta dello studio Sojuzmul'tfil'm. Nel 1985 ha ricevuto il titolo di Artista del Popolo dell'URSS.

## Filmografia parziale
- Il cavallino gobbettino (Konëk-Gorbunok) (1947)
- Biancaneve (1951)
- I dodici mesi (1956)
- Le avventure di Pinocchio (1959)
- Le quattro stagioni (1969, con Jurij Norštejn)
- Il cavallino gobbo (1975)
- Il principe e lo zar (1984)